# Adelajda von Kleinpolen

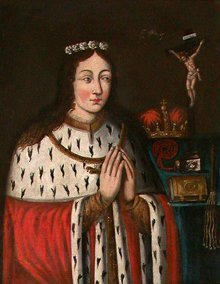
Aus dem 17. Jhd.

Adelajda (dt. Adelheid; * um 1180; † 8. Dezember 1211) war eine polnische Prinzessin und Stifterin. Sie entstammte dem Adelsgeschlecht der kleinpolnischen Piasten.

## Leben
Adelajda war Tochter von Seniorherzog Kasimir dem Gerechten von Polen († 1194) und Helena von Znojmo aus der Dynastie der Přemysliden. Ihr Vater verstarb, bevor er die Zukunft von Adelajda absichern konnte. Möglicherweise trat sie in das Kloster Trebnitz ein. Sie stiftete die Sankt-Jakobs-Kirche in Sandomierz. Später wurde diese den Dominikanern übergeben.

## Ehe und Familie
Sie heiratete nie und wurde in der von ihr gestifteten Sankt-Jakobs-Kirche in Sandomierz beigesetzt. Ihre Grabplatte ist erhalten.